# Kanton Montpellier-8
Der Kanton Montpellier-8 war von 1973 bis 2015 ein französischer Wahlkreis im Arrondissement Montpellier, im Département Hérault und in der Region Languedoc-Roussillon; sein Hauptort war Montpellier. Vertreter im Generalrat des Départements war zuletzt von 1996 bis 2015 (wiedergewählt 2008) Jacques Atlan (zunächst PS, dann DVG). 

## Gemeinden
Der Kanton umfasste zwei Gemeinden und einem Teil der Stadt Montpellier. Die Kantonsgrenzen wurden vor seiner Auflösung zuletzt 2008 verändert. 
| Gemeinde            | Einwohner Jahr | Fläche km² | Bevölkerungsdichte | Code INSEE | Postleitzahl |
| ------------------- | -------------- | ---------- | ------------------ | ---------- | ------------ |
| Lavérune            | 2795 (2013)    | 7,18       | 389 Einw./km²      | 34134      | 34880        |
| Montpellier         | 272.084 (2013) | –          | – Einw./km²        | 34172      | 34000        |
| Saint-Jean-de-Védas | 8567 (2013)    | 12,89      | 665 Einw./km²      | 34270      | 34430        |

sowie einem Teil von Montpellier mit ca. 22.800 Einwohnern (Stand: 2010).
Folgende Stadtteile von Montpellier gehörten zum Kanton:
- Val-de-Crozes
- Montpellier-Village
- Les Bouisses
- Figuerolles
- Cité Gély
- Font Carrade
- Cité Paul Valéry
- Pas du Loup
- La Chamberte
- Estanove
- Ovalie